# District d'Annamayya
Le district d'Annamayya est un district de l'État indien de l'Andhra Pradesh. Le siège du district est situé à Rayachoti. Madanapalle est la ville la plus peuplée. Il est formé le 4 avril 2022. La population du district s'élève à 1 697 308 habitants selon le recensement de l'Inde de 2011.